# 蔡刀
蔡刀（藏語：ཚེ་སྟོབས，威利转写：tshe stobs；？—？）藏族，西藏波密松宗人，四水六岗卫教志愿军将领。

## 生平
1958年冬，恩珠仓·贡布扎西率四水六岗卫教志愿军（以下简称“卫教军”）一部撤至边坝地区，在恩达、丁青、嘉黎、扎木之间以边坝为中心的地区建立根据地。
1959年1月4日拂晓，恩珠仓·贡布扎西率领硕般多、边坝、洛隆等地人员，及波密地区松宗的暴动领袖蔡刀等部，共计1600多人，向中共扎木中心县委发动突然袭击。中共扎木中心县委副书记孟宪民率县委机关工作人员及中国人民解放军第158团1个加强排共60多人进行抵抗，连续击退3次进攻，坚守县委，直到1月24日由拉萨赶来的中国人民解放军援军抵达。恩珠仓·贡布扎西随后率部来到八宿，取走了一些武器弹药，继续活动。
1959年藏区骚乱爆发后，1959年秋冬，以边坝为中心的地区已有一万余人的武装，占西藏暴动武装数量的43%，其中骨干有5000多人，各种枪支6000多支。1959年9月以后，美国中央情报局在该地区空降藏籍美国特务扎西仁登等17人，还空投了高射机枪、无后座力炮、30式步枪、手榴弹等武器弹药及电台等物资8个架次。1959年10月，该区域的武装人员在边坝组成了“四水六岗卫教志愿军总部”及最高指挥机构“团结会”。比如寺活佛夏仲、边坝寺活佛阿旺洛桑、强巴林寺第二大活佛谢瓦拉等人为首领，德格小土司乌嘎、江达头人齐美公布、丁青头人呷日本·才旺多吉、松宗头人蔡刀、边坝宗本秘书普顿堆等十多人为各路军队的司令。
1960年2月19日，中国人民解放军在1号地区发起昌西战役。战役第一阶段，第130师并指挥157团，进攻并消灭了丁青、昌木宫以南、怒江以北的卫教军。随后围攻猥集当堆，经喊话，部分卫教军投降，以丁青武装副总司令拥札为首的骨干不投降，双方展开逐屋战斗，拥札以下326人被歼。在加朋拉围歼战中，夏仲活佛以下191人被歼。解放军各部还分别开展了郎籍公等地合围战斗30余次，卫教军650余名被歼。战役第二阶段，3月10日起，以航空兵12架次轰炸扫射卫教军指挥中心边坝，解放军各部队于3月20日发起向心攻击，卫教军3096人被歼。解放军157团、32团1营、389团、390团、402团、炮541团等部在念青唐古拉山堵击。昌西战役到4月15日结束，历时47天，战斗200多次，卫教军总司令夏仲、乌嘎、谢瓦拉、副总司令蔡刀、康多嘎多、昂欠佳木、顿珠扎西以下11100余人被歼，其中被解放军招降的有2600余人，卫教军方面的空投特务3人阵亡，电台6部、57无坐力炮6门、各种枪6000余枝（挺）、子弹30余万发被解放军缴获。此战4月30日受中央军委通令嘉奖。